# Ласточкино (Донецкая область)
Ла́сточкино (укр. Ласточкине) — посёлок в Покровском районе Донецкой области Украины.

## Население
По данным всеукраинской переписи 2001 года население составляло 617 человек.

## История
В феврале 2024 года, в ходе российского вторжения на Украину, село оккупировано Россией.

## Религия
В Ласточкино находится Свято-Борисо-Глебский храм Авдеевского благочиния донецкой епархии украинской православной церкви Московского патриархата.